# Зерно (селище)
Зерно́ (рос. Зерно) — селище у складі Рубцовського району Алтайського краю, Росія. Входить до складу Новоалександровської сільської ради.

## Населення
Населення — 212 осіб (2010; 240 у 2002).
Національний склад (станом на 2002 рік):
- росіяни — 95 %